# Ronfeugerai
Ronfeugerai is een plaats en voormalige gemeente in het Franse departement Orne in de regio Normandië en telt 328 inwoners (1999). De plaats maakt deel uit van het arrondissement Argentan.

## Geschiedenis
Op 1 januari 2016 fuseerde de gemeente met Athis-de-l'Orne, Bréel, La Carneille, Notre-Dame-du-Rocher, Ségrie-Fontaine, Taillebois en Les Tourailles tot de commune nouvelle Athis-Val de Rouvre.

## Geografie
De oppervlakte van Ronfeugerai bedraagt 6,6 km², de bevolkingsdichtheid is 49,7 inwoners per km².
De onderstaande kaart toont de ligging van Ronfeugerai met de belangrijkste infrastructuur en aangrenzende gemeenten.

## Demografie
Onderstaande figuur toont het verloop van het inwonertal (bron: INSEE-tellingen).
Athis-de-l'Orne · Bréel · La Carneille · Notre-Dame-du-Rocher · Ronfeugerai · Ségrie-Fontaine · Taillebois · Les Tourailles